# Cycle de l'Anneau-Monde

Le Cycle de l’Anneau-Monde est un cycle de science-fiction, dont l’auteur initial et principal est Larry Niven.

## Publications
Encouragé par le succès populaire et les nombreux prix littéraires remportés par le premier roman L’Anneau-Monde, Larry Niven a écrit plusieurs suites pour en faire un véritable cycle en quatre volumes : 
1. L'Anneau-Monde, OPTA, coll. « Club du livre d'anticipation », 1973 ((en) Ringworld, 1970)
2. Les Ingénieurs de l'Anneau-Monde, OPTA, coll. « Club du livre d'anticipation », 1982 ((en) The Ringworld Engineers, 1980)
3. Le Trône de l'Anneau-Monde (en), Mnémos, coll. « Icares SF », 2006 ((en) The Ringworld Throne, 1996)
4. Les Enfants de l'Anneau-Monde (en), Mnémos, coll. « Icares SF », 2007 ((en) Ringworld's Children, 2004)

La publication en français du dernier volume de ce cycle s’est faite, en mai 2007, aux Éditions Mnemos, lesquelles proposent, en mai 2014, une « intégrale » des quatre volumes.
Une série annexe et situé dans le même univers a été coécrite par Larry Niven et Edward M. Lerner (en).
1. (en) Fleet of Worlds, 2007
2. (en) Juggler of Worlds, 2008
3. (en) Destroyer of Worlds, 2009
4. (en) Betrayer of Worlds, 2010
5. (en) Fate of Worlds, 2012Ce roman est également une conclusion du Cycle de l'Anneau-Monde

Depuis 1988, Larry Niven a également édité les chroniques de la guerre Humains-Kzinti qu’il avait simplement évoquées dans le premier volume de l’Anneau-Monde. Paru en anglais sous le titre Man-Kzin Wars, ce cycle n’a pas été traduit en français.
1. (en) The Man-Kzin Wars, 1988
2. (en) Man-Kzin Wars II, 1989
3. (en) Man-Kzin Wars III, 1990
4. (en) Man-Kzin Wars IV, 1991
5. (en) Man-Kzin Wars V, 1992
6. (en) Man-Kzin Wars VI, 1994
7. (en) Man-Kzin Wars VII, 1995
8. (en) Man-Kzin Wars VIII: Choosing Names, 1998
9. (en) Man-Kzin Wars IX, 2002
10. (en) Man-Kzin Wars X: The Wunder War, 2003
11. (en) Man-Kzin Wars XI, 2005
12. (en) Man-Kzin Wars XII, 2009
13. (en) Man-Kzin Wars XIII, 2012
14. (en) Man-Kzin Wars XIV, 2013

## Univers

### Chronologie
Les événements de l’univers de fiction « Univers connu » de Larry Niven se déroulent dans un univers parallèle. Des civilisations telles que les Pak ou encore les Marionnettistes de Pierson ont commencé à explorer l’univers alors que les humains étaient à l’aube de leur développement.
- 1733 apr. J.-C. — Chute des Cités de l’Anneau-Monde à la suite de l’introduction de la bactérie dévoreuse de supraconducteurs par un régime des Marionnettistes de Pierson.

- 2851 apr. J.-C. — Première expédition du vaisseau Marionnettiste Le Sale Menteur sur l’Anneau-Monde de Louis Wu, Nessus, Parleur-aux-Animaux et Teela Brown.

- 2878 apr. J.-C. — L’Ultime quitte de Canyon à bord du vaisseau La Brûlante Aiguille d’Interrogatoire, avec Chmeee et Louis Wu en tant que passagers forcés, pour la deuxième expédition sur l’Anneau-Monde.

- 2880 apr. J.-C. — La Brûlante Aiguille d’Interrogatoire atteint l’Anneau-Monde.

- 2881 apr. J.-C. — Améliorant le plan du protecteur Teela Brown, l’équipage de La Brûlante Aiguille d’Interrogatoire, accompagné de deux Bâtisseurs de Cités, rétablit la stabilité de l’Anneau-Monde grâce à la découverte du Centre de Réparation, lieu de contrôle principal de l'Anneau-Monde.